# Årstabergsparken

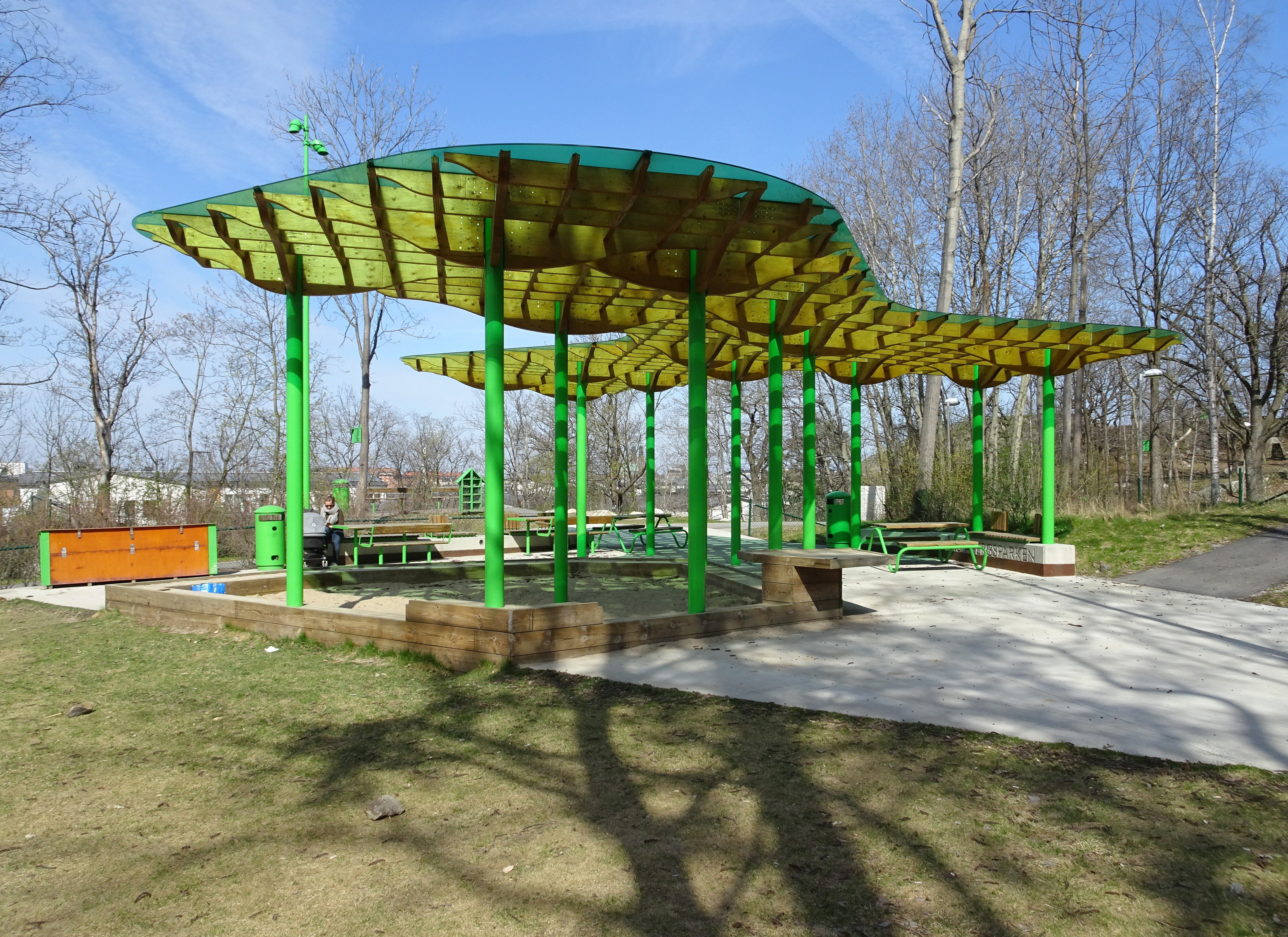
Regnsskydd i Årstabergsparken.

Årstabergsparken är en allmän park i stadsdelen Liljeholmen i Stockholm. Parken ligger i bergsområdet ovanför bostadsområdet Liljeholmskajen och nedanför Nybodahöjden. Parken invigdes 2018 och nominerades till Årets Stockholmsbyggnad 2019.

## Beskrivning
Årstabergsparken är en av Stockholms bergsparker. Bland andra bergsparker finns Tantolunden, Vanadislunden och Vita bergen som anlades kring sekelskiftet 1900 på platser där det var svårt att bygga. Parkområdet i Liljeholmen omfattar 16 hektar som karakteriseras av branta sluttningar och en bergsplatå cirka 40 meter över havet. Genom berget passerar Tvärbanans Årstadalstunneln. På berget finns ett elva meter högt utsiktstorn varifrån besökaren har en vidsträckt utsikt över Södermalm och Liljeholmen. 
I parken finns bland annat fågelholkar, insektshotell, promenadvägar, sittbänkar, rutschkana och en lekplats med regnskydd. Temat är ”skogen” och färgsättningen är genomgående grön. Parken ritades av Nyréns Arkitektkontor med Stockholms stads exploateringskontor som beställare. Parken anlades av Järfälla VA- & Byggentreprenad AB (JVAB).

## Nominering till Årets Stockholsmbyggnad 2019
Årstabergsparken nominerades tillsammans med nio andra finalister till Årets Stockholmsbyggnad 2019. Juryns kommentar lyder:
| ” | Ett fint exempel på hur allmänna medel kan användas för att få till ett välkommet tillskott i Stockholms parkliv. Parken utnyttjar berget till fullo och åstadkommer mycket kvalitet på liten yta. Bergsparken är ett klassiskt konstmotiv – och nu får vi se det på ett nytt sätt. | „ |

Bilder
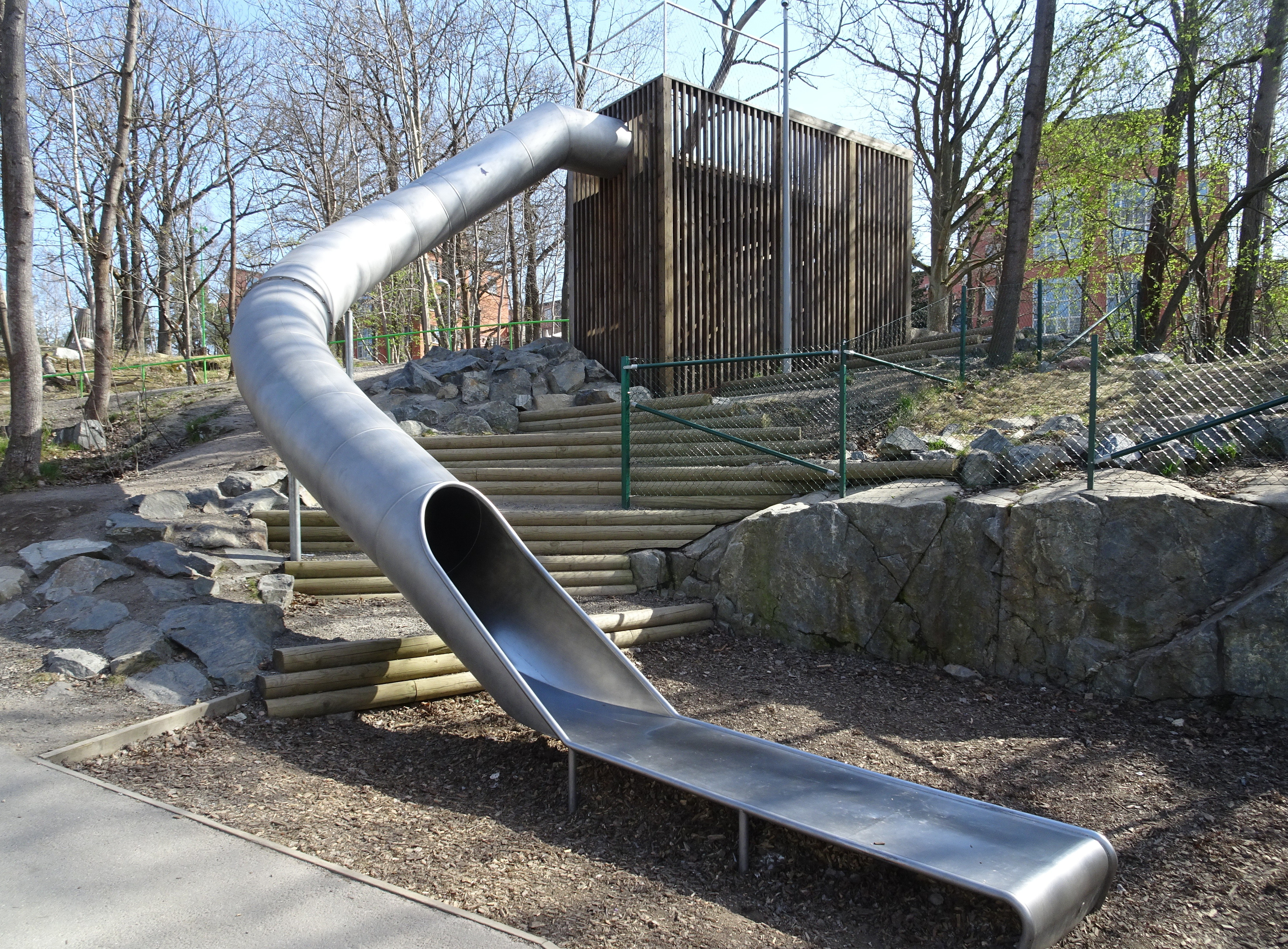
Rutschkana.
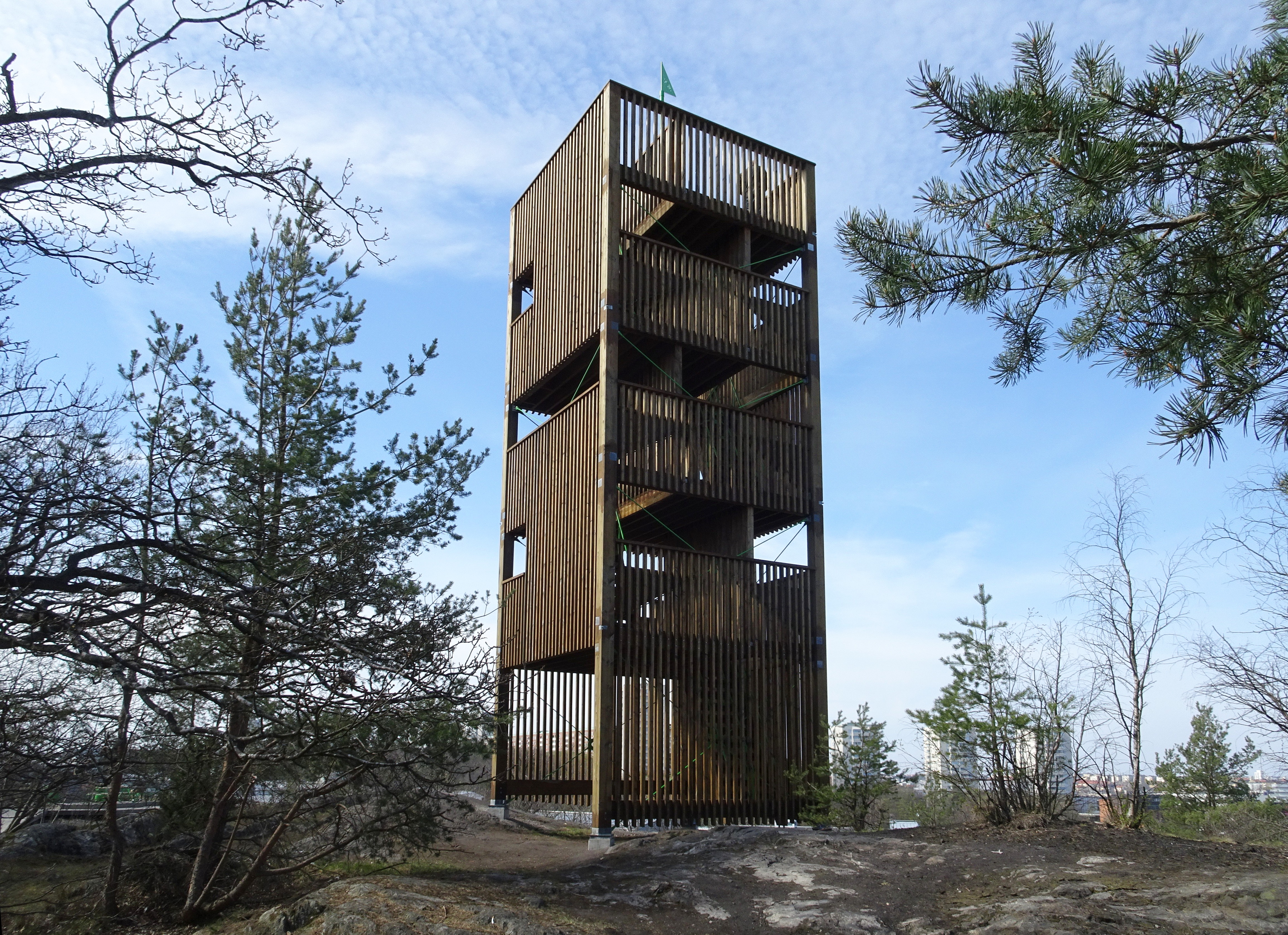
Utsiktstornet.
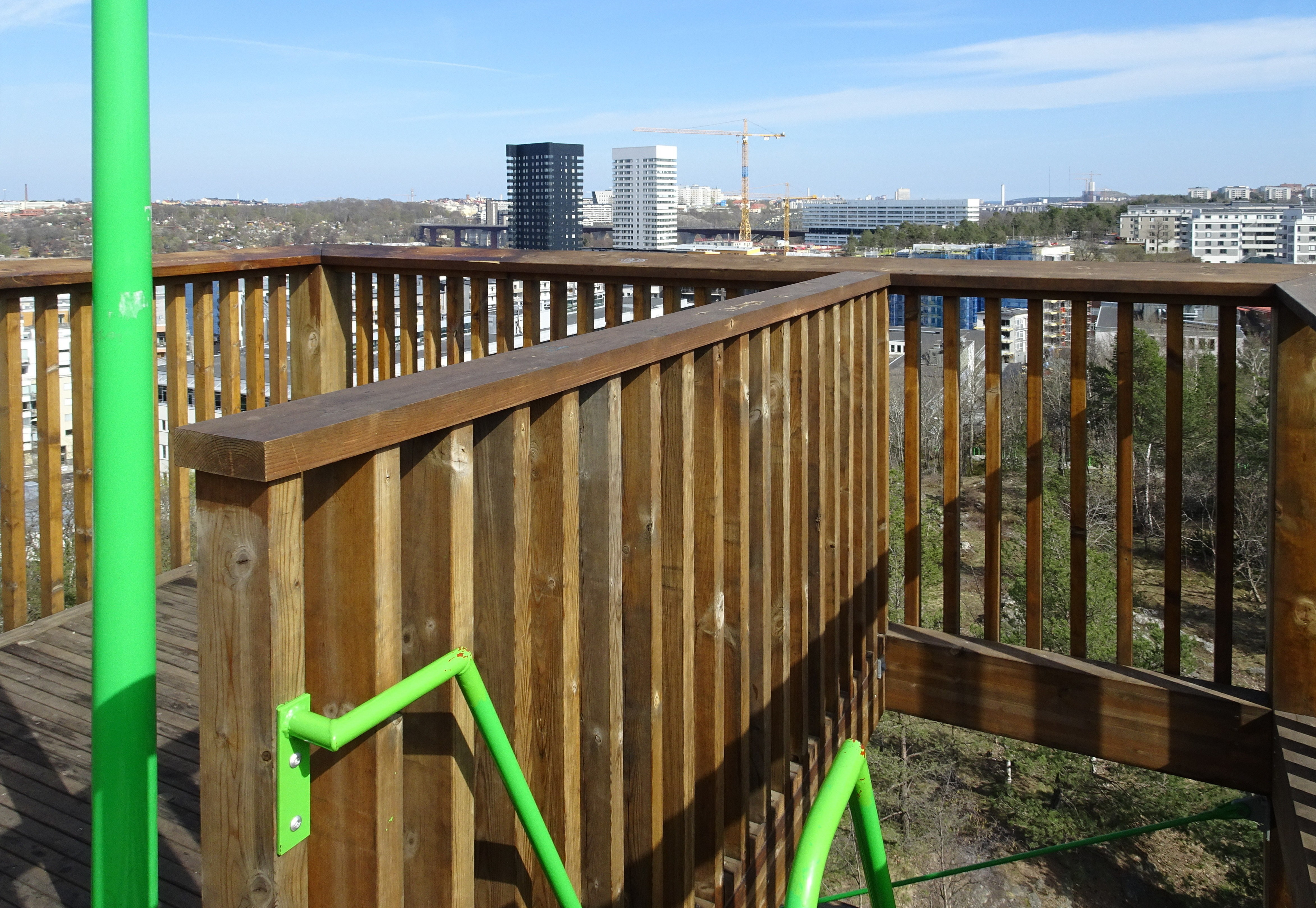
Utsikt från tornet.
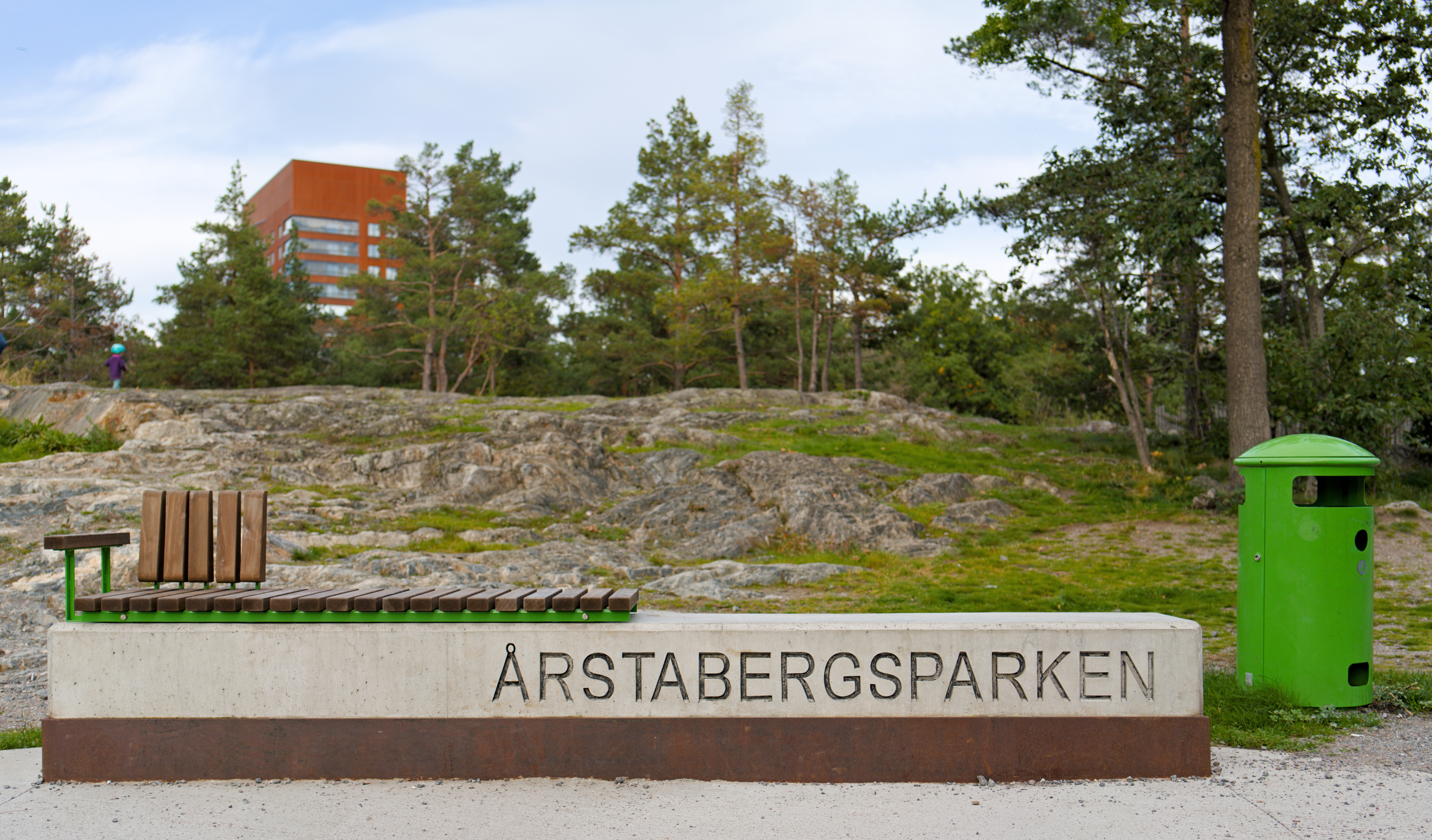
Bänkar.
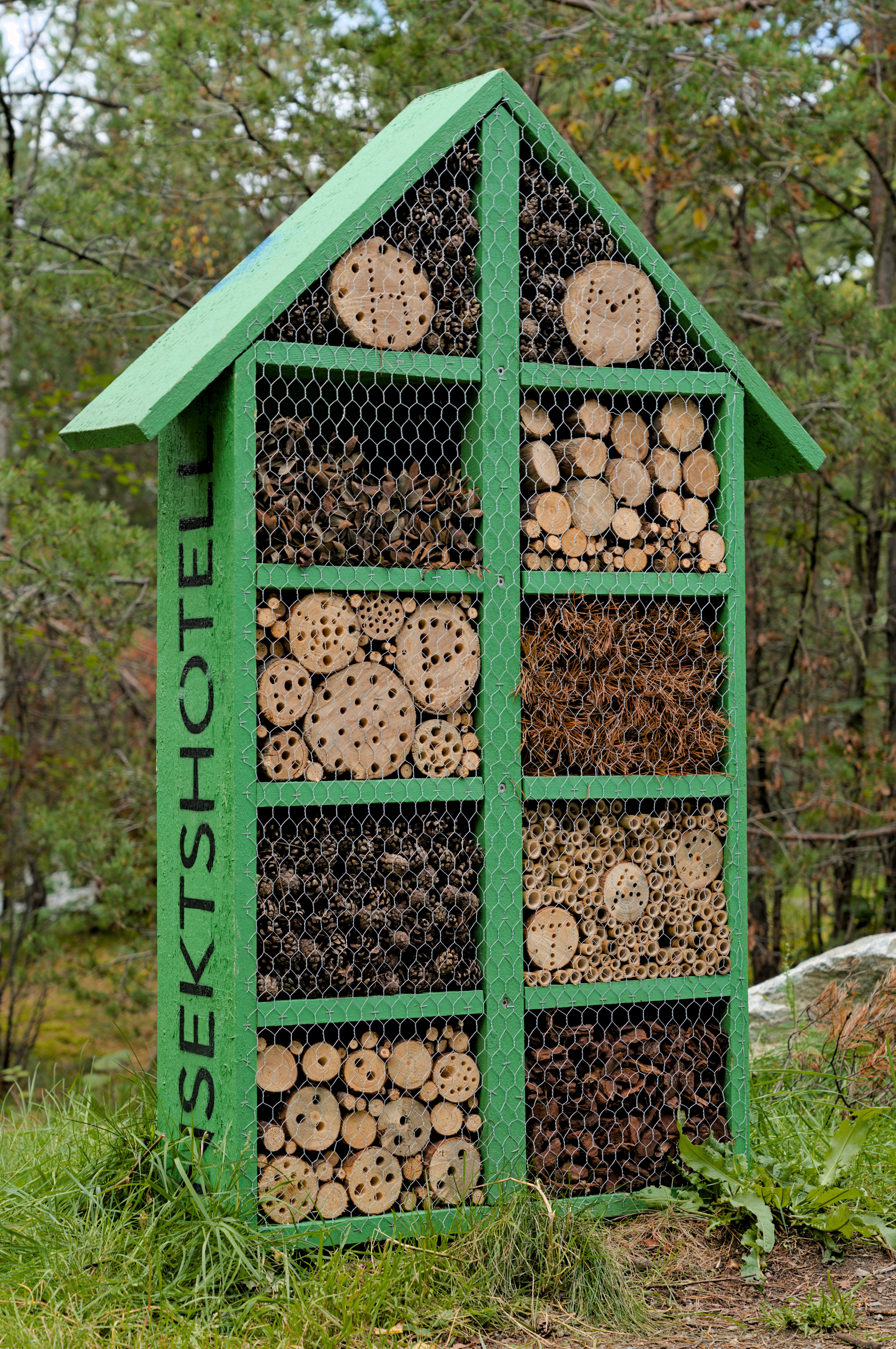
Insekthotell.
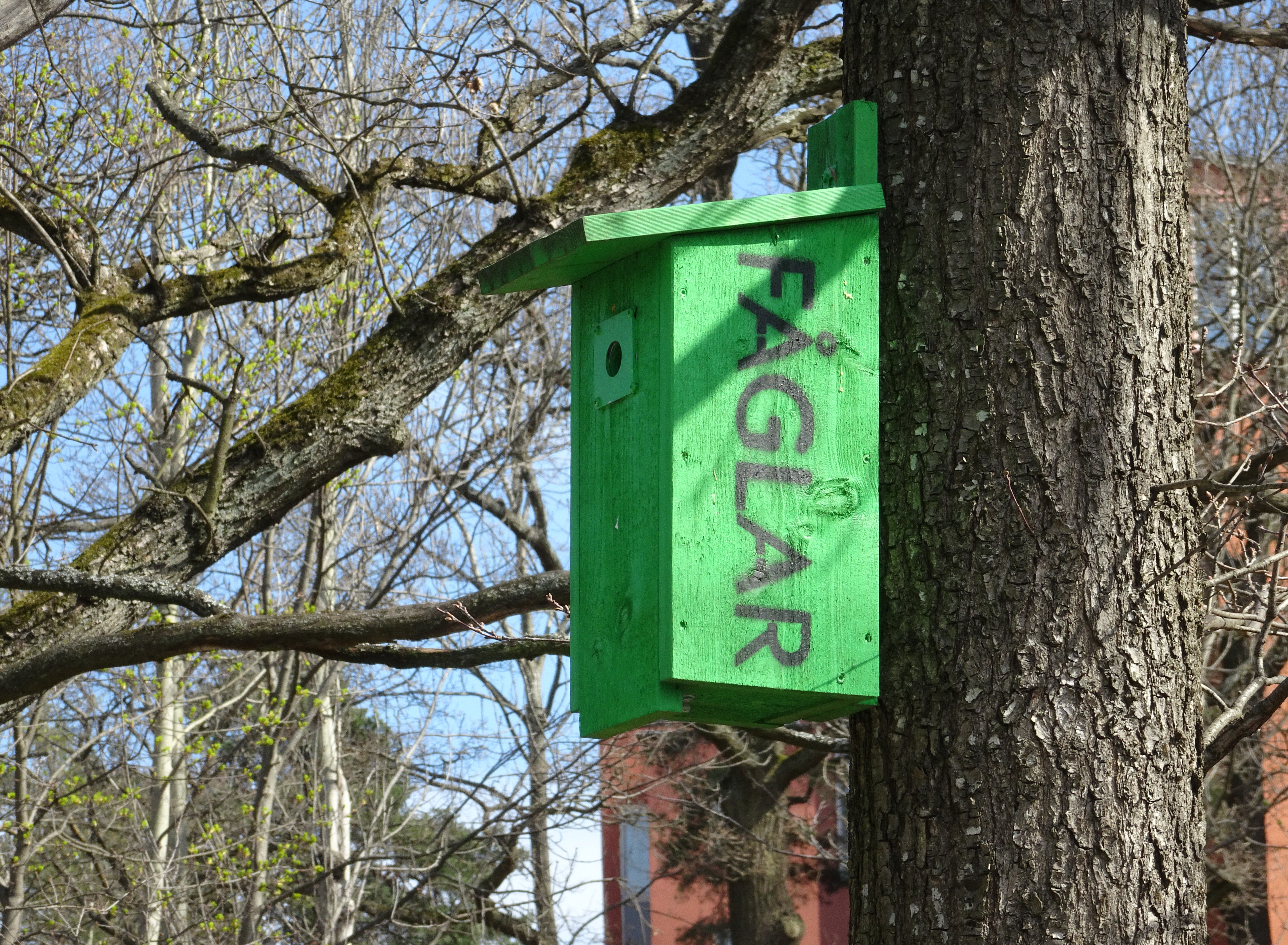
Fågelholk.
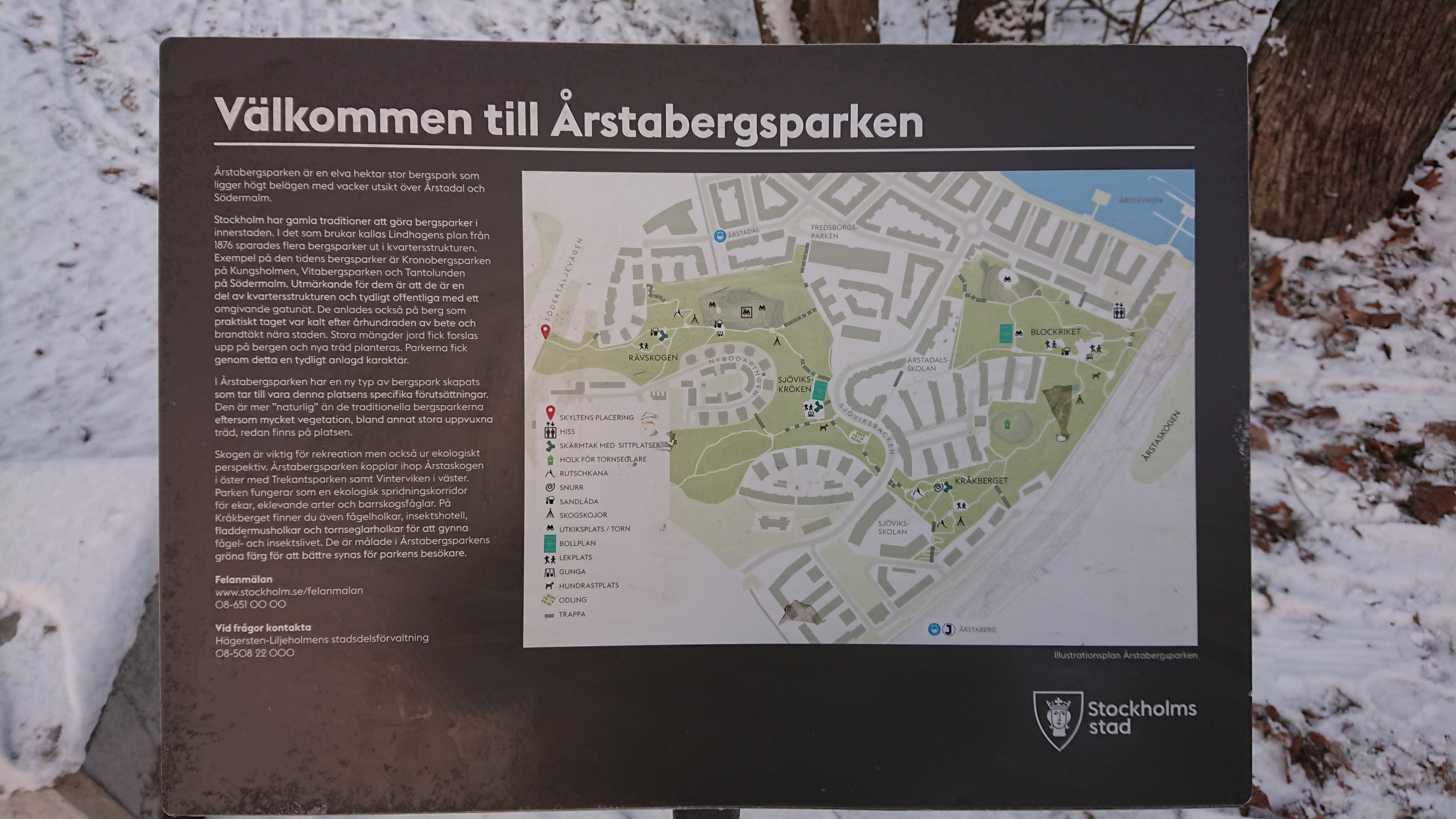
Karta över Årtstabergsparken.